# 科夏河
科夏河（烏克蘭語：Коща），是烏克蘭北部的河流，屬於捷捷列夫河的支流。該河流經日托米爾州的日托米爾區，河道全長14公里，流域面積71平方公里。